# ماتیاس ویتک
ماتیاس ویتک (انگلیسی: Mathias Wittek؛ زادهٔ ۳۰ مارس ۱۹۸۹) بازیکن فوتبال اهل آلمان است.
از باشگاه‌هایی که در آن بازی کرده‌است می‌توان به باشگاه فوتبال اینگولشتات ۰۴، باشگاه فوتبال مونیخ ۱۸۶۰، و باشگاه فوتبال هایدنهایم اشاره کرد.
وی همچنین در تیم‌های ملی فوتبال جوانان آلمان و جوانان آلمان بازی کرده‌است.